# Sitting Down Here
"Sitting Down Here" er en sang af den norske singer-songwriter Lene Marlin. Den udkom på hendes debutalbum Playing My Game i 1999. Sangen er åbningsnummeret på albummet, og blev udgivet som hendes anden single den 27. september 1999. Den toppede som nummer 2 på den norske hitliste, som nummer 4 i både New Zealand og Finland samt nummer 5 på UK Singles Chart og Italien.

## Spor
Singlen blev udgivet i flere formater og lande.
- CD single (1999)

1. "Sitting Down Here" 3:57
2. "The Way We Are" (live akustisk version)

- CD single maxi (1999)

1. "Sitting Down Here" (original version)
2. "Playing My Game" (akustisk version)
3. "I Know" (2:23)

- French CD single

1. "Sitting Down Here" (original version)
2. "Sitting Down Here" (Tin Tin Out mix)

- UK CD single maxi (2000)

1. "Sitting Down Here" (original version)
2. "Sitting Down Here" (Tin Tin Out mix) 3:49
3. "Playing My Game" (akustisk version)
4. Sitting Down Here (Video)

- UK kassettebånd (2000)

1. "Sitting Down Here" (original version)
2. "Sitting Down Here" (Tin Tin Out mix)
3. "Playing My Game" (akustisk version)

## Personel
| - Vokal: Lene Marlin - Producere: Hans G, Jorn Dahl - Lydmix: Richard Lowe | - Guitar: Bernt Rune Stray - Programmering: Jorn Dahl - Lydmix assisten: Dab Bierton |

## Hitlister
| Hitliste (1999/2000)       | Højeste palcering |
| -------------------------- | ----------------- |
| Austrian Singles Chart     | 38                |
| Belgium Singles Chart (Vl) | 44                |
| Belgium Singles Chart (Wa) | 31                |
| Dutch Top 40               | 7                 |
| Finnish Singles Chart      | 4                 |
| French Singles Chart       | 48                |
| Italian Singles Chart      | 5                 |
| Norwegian Singles Chart    | 2                 |
| New Zealand Singles Chart  | 4                 |
| Swedish Singles Chart      | 18                |
| UK Singles Chart           | 5                 |